# Pečora
Pečora (rusky Печора, komijsky Печӧра) je řeka v Komiské republice a v Něneckém autonomním okruhu v Archangelské oblasti na severovýchodě evropské části Ruska. Je dlouhá 1809 km. Plocha povodí měří 322 000 km². Je pátou nejdelší evropskou řekou a současně největší evropskou řekou patřící k úmoří Severního ledového oceánu.

## Průběh toku
Pramení na Severním Uralu na jihovýchodě Komiské republiky a teče severozápadním směrem. Až k ústí Uňji má horský charakter. Pod ústím Volostnice se obrací na sever a teče přes Pečorskou nížinu. Šířka doliny v místech jezerům podobných rozšíření řeky dosahuje až 10 km. V místech, kde protíná základní horniny, vytváří úzkou členitou lesnatou dolinu. Pod ústím Usy se stáčí na západ a vytváří široký oblouk se dvěma velkými kličkami. Vodnost se v tomto úseku zvyšuje na dvojnásobek a šířka koryta dosahuje 2 km. Kolem řeky jsou rozsáhlé nivní louky. Pod ústím Pižmy se směr toku mění opět k severu. V úvalu se vyskytuje mnoho průtoků a starých ramen. Ve vzdálenosti 130 km od ústí se řeka dělí na dvě ramena – východní (Velká Pečora) a západní (Malá Pečora). Při ústí vytváří přibližně 45 km širokou deltu. Ústí do Pečorského zálivu Pečorského moře, který je jihovýchodní částí Barentsova moře.

### Přítoky
Hlavními přítoky jsou:
- zleva – Severní Mylva, Kožva, Lyža, Ižma, Něrica, Pižma, Cilma, Sula
- zprava – Ilyč, Ščugor, Usa, Laja, Šapkina

## Vodní režim
Zdrojem vody jsou sněhové srážky. Průměrný roční průtok vody v ústí činí 4 100 m³/s. Je třetí nejvodnější evropskou řekou. Zamrzá na konci října a rozmrzá od horního toku, přičemž rozmrzání je provázeno ucpáváním koryta ledovými krami. Přibližně 60 % ročního průtoku připadá na jaro. Nejvyšších vodních stavů dosahuje od konce dubna až začátku května a v polovině května dosahuje maxima. V létě od poloviny července do srpna je vody v řece málo, ale často dochází k povodním, jež jsou způsobeny dešti. Na podzim hladina stoupá a v zimě opět klesá. Příliv a odliv se projevují až k vesnici Oksino.

## Využití
Pravidelná vodní doprava je provozována do města Trojicko-Pečorsk a na jaře a na podzim až do Usť-Uňji. Námořní lodě mohou plout do Narjan-Maru ve vzdálenosti 110 km od moře. Po řece se plaví dřevo svázané do vorů a dopravují se také černé uhlí, ropné produkty, obilí aj. Řeka protéká městy Usť-Ilyč, Trojicko-Pečorsk, Vuktyl, Pečora nebo Narjan-Mar.